# Райна Чакърова
Райна Чакърова е българска лекарка, акушерка от Македония.

## Биография
Райна Чакърова в големия български македонски град Велес, тогава в Османската империя. В 1902 година завършва акушерските курсове в Петербург. След това се завръща в Македония и подава молба до Българската екзархия да бъде назначена за акушерка в Скопие. Чакърова е назначена за акушерка в Скопие на 1 октомври 1904 година. След две години работа като скопска акушерка между Райна Чакърова и Скопската митрополия се появяват недоразумения, заради което митрополит Синесий моли Екзархията да я освободи. Въпреки нейните възражения и активното застъпничество за Чакърова от българския търговски агент в Скопие, тя е освободена от акушерската позиция.